# Langøya (Fitjar)
Ne doit pas être confondu avec Langøya ou Langøya (Os).
Langøya est une île dans le landskap Sunnhordland du comté de Vestland. Elle appartient administrativement à Fitjar.

## Géographie
Rocheuse et désertique, elle s'étend sur environ 1,1 km de longueur pour une largeur approximative de 415 m. 